# Pohlia brachystoma
Pohlia brachystoma là một loài rêu trong họ Bryaceae. Loài này được M. Fleisch. mô tả khoa học đầu tiên năm 1903.